# Platyptilia anniei
Platyptilia anniei là một loài bướm đêm thuộc họ Pterophoridae. Nó được tìm thấy ở Bolivia, Ecuador, Peru và Venezuela.
Sải cánh dài 19–24 mm. Con trưởng thành bay vào tháng 9, tháng 10, tháng 12, tháng 2, tháng 5 và tháng 6.